# Chronicles: Volume One
Chronicles: Volume One (en español, Crónicas, Volumen I) es la primera parte de la autobiografía del músico estadounidense Bob Dylan, publicado por la editorial Simon & Schuster en octubre de 2004. El libro, de 304 páginas, cubre varias etapas de la carrera musical de Dylan y pasó diecinueve semanas en la lista de libros de no-ficción más vendidos del New York Times. Chronicles: Volume One fue además uno de los cinco finalistas de los premios National Book Critics Circle en la categoría de biografías y autobiografías de 2004. La versión reducida en audio está narrada por el actor Sean Penn, mientras que la versión extensa está leída por Nick Landrum.

## Contenido
En el libro, escribió tres capítulos sobre el tiempo transcurrido a su llegada a Nueva York en 1961 y la grabación de su primer álbum, centrándose en un breve periodo de relativa oscuridad, mientras que prácticamente ignoró su época de mayor fama, a mediados de la década de 1960. Además, dedicó sendos capítulos a dos álbumes menos conocidos, New Morning (1970) y Oh Mercy (1989), que incluyó discernimientos sobre sus colaboraciones con el poeta Archibald MacLeish y con el productor Daniel Lanois. En el capítulo de New Morning, Dylan expresó su insatisfacción por la etiqueta de «portavoz de una generación» que habían concebido sobre él. Al final del libro, el músico describe con pasión el momento en el que escuchó la canción de Bertolt Brecht y Kurt Weill «The Threepenny Opera» y el momento en que escuchó por primera vez los discos de Robert Johnson. En estos pasajes, Dylan sugirió que el proceso encendió su propia composición.

## Recepción
En una entrevista realizada por Jonathan Lethem y publicada en la revista Rolling Stone, Dylan dijo sentirse conmovido por la recepción del libro. «La mayoría de la gente que escribe sobre música, no tienen idea de lo que se siente al tocarla. Pero en el libro que escribí, pensé: "La gente que está escribiendo reseñas sobre este libro, tío, ellos saben de qué demonios están hablando". Los comentarios de este libro, algunos de ellos casi me hacen llorar —en el buen sentido de la palabra. Nunca había sentido eso de un crítico musical».

## Posible secuela
Simon & Schuster dijeron que esperaban que Dylan hubiese comenzado a escribir Chronicles: Volume 2 durante un descanso de la gira Never Ending Tour en mayo de 2008. Según el libro A Simple Twist of Fate, la secuela podría presentar una sección detallada sobre la grabación de Blood on the Tracks. En agosto de 2010, una fuente cercana a Dylan dijo a la revista Rolling Stone que el músico no tenía planes actuales para publicar Chronicles: Volume 2: «Espero que haya otro. Es todo lo que puedo decir. Si está previsto, te lo diría».
En septiembre de 2012, Dylan confirmó a Rolling Stone que estaba trabajando en el segundo volumen de su autobiografía. Dylan es citado diciendo que ya había completado los capítulos concernientes a los álbumes The Freewheelin' Bob Dylan y Another Side of Bob Dylan, y que el libro se centraría principalmente en los primeros años de su carrera. Durante la entrevista, Dylan afirmó que el principal escollo no era el proceso de escritura, si no la edición del libro: "No me importa escribirlo, pero es la relectura, el tiempo que lleva releerlo lo que es para mí más dificultoso. En el primer volumen de Chronicles me encargué de todo por mi cuenta."